# شارلوت کالا
شارلوت کالا (انگلیسی: Charlotte Kalla؛ زادهٔ ۲۲ ژوئیهٔ ۱۹۸۷) اسکی‌باز صحرانوردی اهل سوئد است.